# Leon Somov & Jazzu
Leon Somov & Jazzu è stato un duo musicale lituano formato da Leonas Somovas e Justė Arlauskaitė. Si sono formati nel 2005. In carriera hanno vinto diversi premi, tra cui l'MTV Europe Music Award al miglior artista baltico nell'edizione 2009. Nel 2017 hanno annunciato lo scioglimento a fine 2018, in seguito alla pubblicazione di un "best of" e al termine di un'ultima tournée negli stadi entrambe chiamate Game Over.

## Discografia

### Album studio
- 2007 – Offline
- 2009 – Updated
- 2010 – Score
- 2013 – Lees and Seas
- 2015 – Istorijos
- 2016 – Moments

### Album di remix
- 2008 – Offline Remixed

### Raccolte
- 2018 – Game Over

## Premi e riconoscimenti
| Anno | Premio   | Categoria                          | Nomination/lavoro  | Risultato       |
| ---- | -------- | ---------------------------------- | ------------------ | --------------- |
| 2009 | EMA      | Miglior artista baltico            | Leon Somov & Jazzu | Vincitore/trice |
| 2011 | M.A.M.A. | Miglior gruppo di musica elettrica | Leon Somov & Jazzu | Vincitore/trice |
| 2011 | M.A.M.A. | Artista femminile dell'anno        | Jazzu              | Vincitore/trice |
| 2012 | M.A.M.A. | Artista femminile dell'anno        | Jazzu              | Vincitore/trice |
| 2012 | M.A.M.A. | Miglior produttore                 | Leon Somov         | Vincitore/trice |
| 2013 | M.A.M.A. | Tour dell'anno                     | Leon Somov & Jazzu | Vincitore/trice |
| 2013 | M.A.M.A. | Miglior artista elettronico        | Leon Somov & Jazzu | Vincitore/trice |
| 2013 | M.A.M.A. | Miglior gruppo                     | Leon Somov & Jazzu | Vincitore/trice |
| 2013 | M.A.M.A. | Miglior album                      | "Lees and seas"    | Vincitore/trice |
| 2014 | M.A.M.A. | Miglior gruppo                     | Leon Somov & Jazzu | Vincitore/trice |
| 2015 | M.A.M.A. | Miglior artista pop                | Leon Somov & Jazzu | Vincitore/trice |
| 2015 | M.A.M.A. | Miglior gruppo                     | Leon Somov & Jazzu | Vincitore/trice |
| 2015 | M.A.M.A. | Miglior album                      | "Istorijos"        | Candidato/a     |
| 2015 | M.A.M.A. | Miglior canzone                    | "Po mano oda"      | Candidato/a     |
| 2015 | M.A.M.A. | Miglior compositore                | Leon Somov         | Vincitore/trice |
| 2016 | M.A.M.A. | Miglior gruppo                     | Leon Somov & Jazzu | Vincitore/trice |
| 2016 | M.A.M.A. | Miglior live                       | Leon Somov & Jazzu | Vincitore/trice |
| 2016 | M.A.M.A. | Miglior canzone                    | "Gaila"            | Candidato/a     |
| 2017 | M.A.M.A. | Miglior gruppo                     |                    | Vincitore/trice |
| 2017 | M.A.M.A. | Tour dell'anno                     |                    | Vincitore/trice |
| 2017 | M.A.M.A. | Miglior canzone                    | "Gaila"            | Candidato/a     |
| 2018 | M.A.M.A. | Miglior artista pop                |                    | Candidato/a     |
| 2018 | M.A.M.A. | Tour dell'anno                     |                    | Candidato/a     |
| 2018 | M.A.M.A. | Miglior album                      | "Moments"          | Vincitore/trice |
| 2018 | M.A.M.A. | Miglior canzone                    | "Nieko nesakyk"    | Candidato/a     |
| 2018 | M.A.M.A. | Miglior gruppo                     |                    | Vincitore/trice |